# Ectropis repleta
Ectropis repleta là một loài bướm đêm trong họ Geometridae.